# الحمراء (بني شداد)

تعديل مصدري - تعديل

الحمراء محلة تابعة لقرية بني شداد، التابعة لعزلة حقين بمديرية حزم العدين إحدى مديريات محافظة إب في الجمهورية اليمنية، بلغ تعداد سكانها 72 حسب تعداد اليمن لعام 2004.